# Lagunilla, San Pedro Pochutla
Lagunilla är en ort i Mexiko.   Den ligger i kommunen San Pedro Pochutla och delstaten Oaxaca, i den sydöstra delen av landet, 500 km sydost om huvudstaden Mexico City. Lagunilla ligger 231 meter över havet och antalet invånare är 405.
Terrängen runt Lagunilla är kuperad norrut, men söderut är den platt. Runt Lagunilla är det ganska tätbefolkat, med 86 invånare per kvadratkilometer. Närmaste större samhälle är San Pedro Pochutla, 7,2 km söder om Lagunilla. Omgivningarna runt Lagunilla är en mosaik av jordbruksmark och naturlig växtlighet.